# Centro Nacional de Estudos Sindicais e do Trabalho

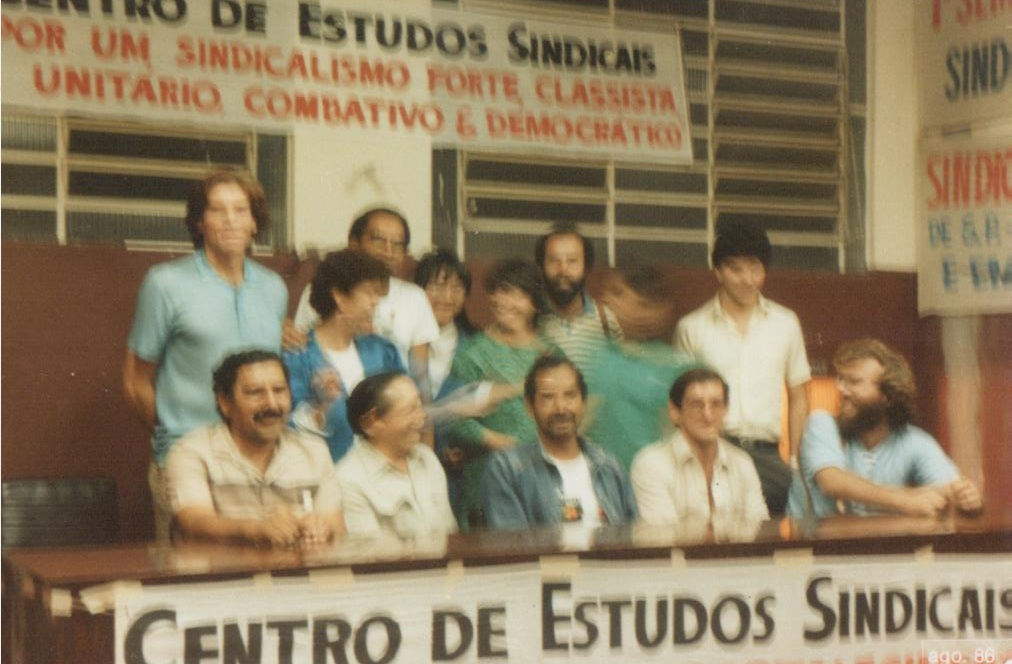

Em 21 de abril de 1985, no Sindicato dos Têxteis de São Paulo, foi criado por sindicalistas classistas o Centro Nacional de Estudos Sindicais e do Trabalho (CES ), com o objetivo de contribuir decisivamente para a formação sindical e política de dirigentes, militantes, trabalhadores e trabalhadoras.
Constituída no período da redemocratização, a entidade acompanhou de perto a evolução do mundo do trabalho, dos movimentos sociais e da política no país, vivenciando a ascensão das lutas operárias na década de 80 e o neoliberalismo na década de 90.
Para o CES , a classe trabalhadora possui um papel fundamental na luta transformadora do país, o que exige uma formação teórica que caminha e se desenvolve ao lado da prática cotidiana e do ativismo sindical. Ou seja, a prática deve ser iluminada pela teoria, e esta se fortalece na medida em que a prática avança.
O CES compreende a importância da luta social e de um sindicalismo cada vez mais fortes no Brasil e, para tanto a necessidade de um processo de formação vivo e continuado.

## Diretoria

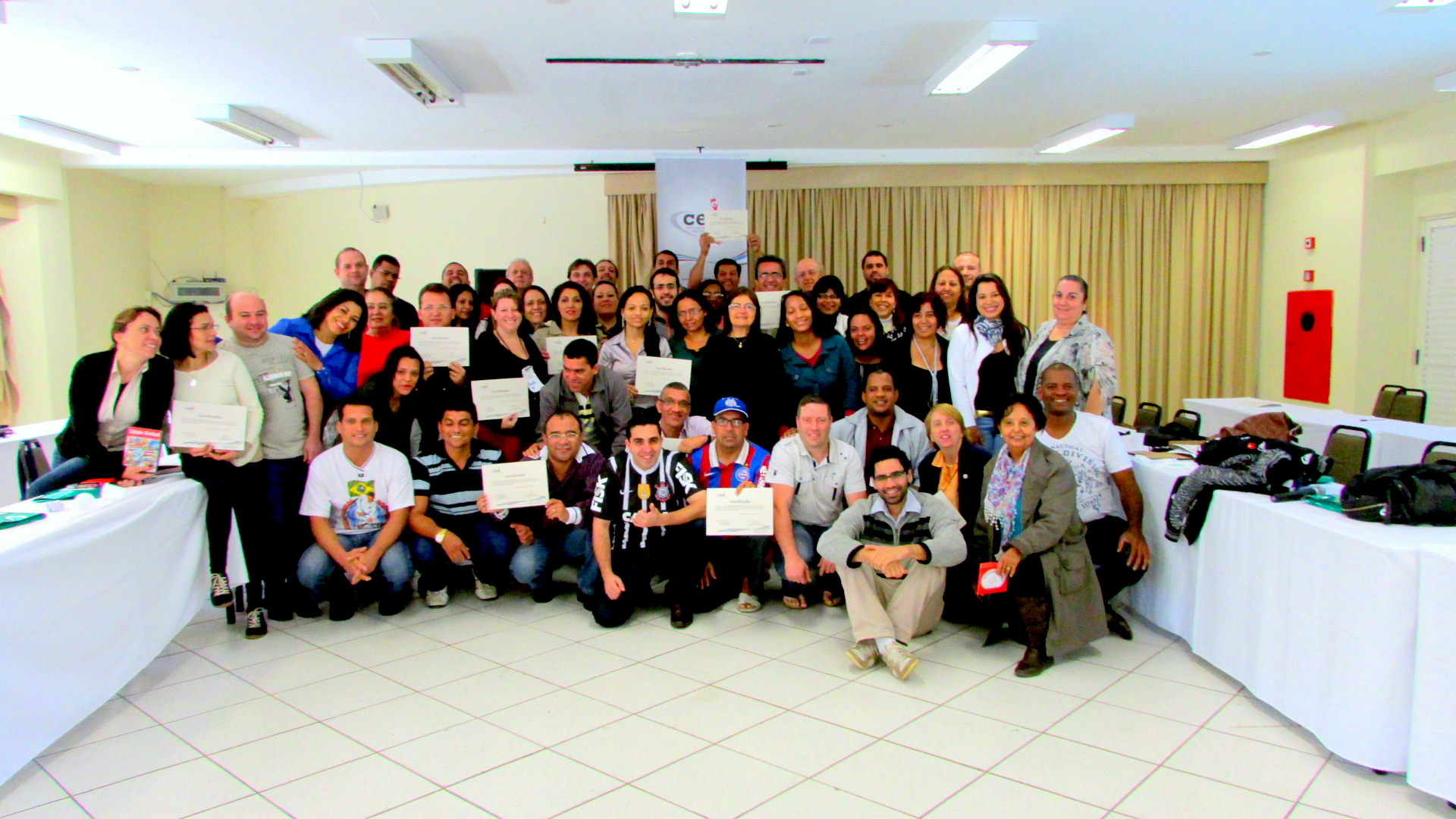
Curso de Formação de Lideranças Sindicais

Atualmente a diretoria do CES é constituída por: Gilda Almeida de Souza (Coordenadora Geral), Carlos Rogério de Carvalho Nunes (Coordenador Adjunto), Augusto César Petta (Coordenador Técnico), Kátia Gomes Gaivoto (Coordenadora de Divulgação), Juraci Moreira Souto (Coordenador de Projetos), Rosana dos Santos Medina (Coordenador de Estudos e Pesquisas),  Odilon dos Santos Braga (Coordenador de Acervo e Patrimônio).

## Atuação
Por meio da sua Escola Nacional, realiza assessoria de Planejamento Estratégico para entidades sindicais, cursos, palestras, oficinas, seminários e pesquisas. Estabelece convênios com entidades sindicais, tendo como objetivo possibilitar uma educação contínua.
A formação dos sindicalistas rurais também é prioridade dentro do  CES . Há hoje um número significativo de trabalhadores do campo que busca, por meio do conhecimento, lutar contra os graves problemas decorrentes do sistema capitalista.

## Revista Debate Sindical
Além de auxiliar na construção de uma nova consciência política, por meio de seus cursos, o CES manteve durante 21 anos a Revista Debate Sindical, uma publicação especializada no estudo do trabalho com a colaboração de sindicalistas, dirigentes e acadêmicos.
Auxiliando na construção de um sindicalismo forte, democrático, unitário e enraizado nos locais de trabalho, a Revista Debate Sindical cumpriu o seu papel como principal veículo de comunicação especializado no estudo do trabalho, proporcionando uma discussão ampla à frente das lutas dos trabalhadores, até a sua extinção em agosto de 2007.

## Ação Internacional
O CES atua também na área sindical internacional, contribuindo na construção do Encontro Sindical Nossa América (ESNA), junto à Secretaria de Formação e Investigação. Em parceria com centros de estudos de todo o continente, sempre que possível sindicalistas de outros países são convidados a participarem de alguma atividade do CES , como ocorreu no Curso de Formação de Formadores realizado em 2011, em que representantes da Argentina, Uruguai, Chile e Paraguai estiveram no Brasil.